# NGC 5566
NGC 5566 é uma galáxia espiral barrada (SBab) localizada na direcção da constelação de Virgo. Possui uma declinação de +03° 55' 59" e uma ascensão recta de 14 horas, 20 minutos e 20,0 segundos.
A galáxia NGC 5566 foi descoberta em 30 de Abril de 1786 por William Herschel.